# 무파사: 라이온 킹
《무파사: 라이온 킹》(영어: Mufasa: The Lion King)은 2024년 개봉한 미국의 뮤지컬 드라마 영화이다. 배리 젱킨스가 감독을 맡았으며, 2019년 영화 《라이온 킹》의 프리퀄 작품이다. 《라이온 킹》의 주인공 심바의 아버지인 무파사를 주인공으로 하며, 그의 젊은 시절을 다룬 작품이다.

## 출연진
- 에런 피어/제임스 얼 존스/브레일린 랭킨스(아역) - 무파사 역 (민우혁, 오노에 우콘, 아역: 김시우, 히나가 하루)
- 켈빈 해리슨 주니어/시오 소몰루(아역) - 타카 역 (조형균, 마츠다 겐타, 아역: 최영준, 타케시타 텐마)
- 존 카니/카기소 레디가(아역) - 라피키 (기영도, 코야마 마사오, 아역: 곽동욱, 미츠시마 아키히로)
- 세스 로건 - 품바(안장혁, 사토 지로)
- 빌리 아이크너 - 티몬(위훈, 미키 아세이)
- 도널드 글러버 - 심바(박영재)
- 마스 미켈센 - 키로스(지현준, 와타나베 켄)
- 탄디웨 뉴턴 - 에셰 (박신희)
- 티퍼니 분 - 사라비 (도율희, MARIA.E)
- 레니 제임스 - 오바시(손종환)
- 블루 아이비 카터 - 키아라(황리서)
- 비욘세 놀스카터 - 날라(박지윤)
- 프레스턴 나이먼 - 자주(홍승효, 에치고야 코스케)
- 키스 데이비드 - 마세고(최동호, 요시하라 미츠오)
- 어니카 노니 로즈 - 아피아(안영미, 카즈네 미오)
- 조애나 존스 - 아쿠아(장미, 오오키 리사)
- 폴라케 올로워포예쿠 - 어마라(허예은, 스즈키 사에코)
- 투소 음베두 - 주니아(정유정)
- 실라 아팀 - 아자리(정유정)
- 압술 살리스 - 치가루(이현)
- 도미니크 제닝스 - 사라피나(장미)
- 데릭 L. 맥밀런 - 모시(김희승)
- 마에스트로 하렐 - 이나키(김희승)
- 데이비드 S. 리 - 모보(이주승)
- A.J. 베클스 - 아지보(이주승)

## 주요 링크
- (영어) 무파사: 라이온 킹 - 인터넷 영화 데이터베이스
- (영어) 무파사: 라이온 킹 – 로튼 토마토
- (영어) 무파사: 라이온 킹 – 메타크리틱